# Carolina (Puerto Rico)
Carolina is een stad (zona urbana) in het Amerikaanse unincorporated territory Puerto Rico, en valt bestuurlijk gezien onder gemeente Carolina.

## Demografie
Bij de volkstelling in 2000 werd het aantal inwoners vastgesteld op 168.164.

## Geografie
Volgens het United States Census Bureau beslaat de plaats een oppervlakte van
62,5 km², waarvan 53,5 km² land en 9,0 km² water. Carolina ligt op ongeveer 3 m boven zeeniveau.

## Geboren
- Marco Vélez (voetballer)

## Plaatsen in de nabije omgeving
De onderstaande figuur toont nabijgelegen plaatsen in een straal van 36 km rond Carolina.